# 大卫·鲍伊
大卫·罗伯特·琼斯（英語：David Robert Jones，1947年1月8日—2016年1月10日），艺名大卫·鲍伊（David Bowie，發音： /ˈboʊ.i/ BOH-ee），是英国摇滚音乐家、词曲创作人、唱片制作人和演员。他是流行音乐界四十多年来的重要人物之一。他的作品，尤其是在1970年代的音乐探索，对整个乐坛起著开创性作用。他还以独特的声线、作品深度和折衷主义精神而闻名。
以带领时尚的先知先觉而被称为「搖滾变色龙」的鲍伊，十分坚持自己的理想及创意。首度受瞩目是1969年的乡村摇滚单曲《太空怪談》，最广人知的是华丽摇滚时期的Hunky Dory（1971年），The Rise and Fall of Ziggy Stardust and the Spiders from Mars（1972年），以及Aladdin Sane（1973年）。其后拓展其音乐版图至电子乐、灵魂乐及新浪潮，往往都是在这些类型尚未受人注意时，鲍伊就先洞察到其中特质。去世前3天推出最後一曲《Lazarus》的MV，透過歌詞跟世人告別：「你望上這兒，我在天堂」。該曲收錄於他去世前2天推出的最後專輯《Blackstar》。
鲍伊对1970年代至今的摇滚乐有著显著影响。在票选百大摇滚乐手排名第七。BBC百大英国人当中，鲍伊排名第二十九。他的音乐作品销售總量約1億4千萬張，并进入了摇滚名人堂。
除了音乐上卓越表现，鲍伊也是个称职的好演员。曾参与演出《天降財神》（The Man Who Fell to Earth，1976年）、《俘虜》（Merry Christmas, Mr. Lawrence，1983年）、《千年血后》（The Hunger，1983年）、《魔王迷宮》（Labyrinth，1986年）、《頂尖對決》（The Prestige，2006年）與《搖滾未來》（Bandslam，2009年）。

## 概述
其藝名來自於詹姆士·鮑依，一位美國傳奇軍人:33。1947年，大衛生於倫敦布里克斯頓斯坦斯菲尔德路40號寓所中。1969年7月，鲍伊的歌曲“Space Oddity”打入英国单曲排行榜前五名，他也由此进入了大众的视野。经过为期三年的实验探索后，他在1972年以外观华丽和雌雄同体的Ziggy Stardust形象出现，并以流行单曲“Starman”和专辑《The Rise and Fall of Ziggy Stardust and the Spiders from Mars》为先锋，宣告了华丽摇滚时代的到来。鲍伊当时的形象，在传记作家大卫·伯克利看来，“挑战了当时摇滚乐的核心价值观”，并“创造了或许是流行文化中最为突出的偶像崇拜”。事实证明，Ziggy Stardust只是鲍伊在自己音乐生涯中不断在音乐和形象上创新的一个开始。
1975年，鲍伊凭借头榜单曲“Fame”和专辑《Young Americans》在美国首获成功。这张专辑在音乐风格上变化显著，在最初疏远了许多他在英国的歌迷。1976年鲍伊演出第一部電影《The Man Who Fell to Earth》，接着鲍伊再次勇敢创新，于1977年发行了简约主义专辑《Low》。这是他与制作人布莱恩·伊诺两年三张专辑合作的开始——三张“柏林三部曲”专辑都打入了英国专辑排行榜的前五名，并且取得了持久的赞誉。
在商业成功时起时落的1970年代过后，鲍伊在1980年的单曲“Ashes to Ashes”取得英国单曲排行榜头榜位置，他的专辑《Scary Monsters (and Super Creeps)》亦取得专辑榜头名。1981年他与皇后乐队合作的单曲“Under Pressure”再次夺下单曲头名。1983年鲍伊在商业上达到一个新的顶峰，专辑《Let's Dance》中产生了多首流行单曲。90年代至21世纪初，他继续在音乐风格上进行实验性的探索，其中包括蓝眼灵魂乐、工业音乐等，期间于1999年参与游戏《恶灵都市》的配乐创作，并扮演了其中的两个角色。自从2003-04年的Reality Tour之后他就再也没有进行过巡回演出，而在2006年之后便再也没有进行过现场演出。
2013年3月，他发行了专辑《The Next Day》；2016年1月8日，他發表了最新的專輯《Blackstar》。同年1月10日，鲍伊因肝癌病逝，享壽69歲。
大衛·鮑伊雖然曾在1985年拿過葛萊美的最佳短篇音樂錄影帶獎，也在2006年榮獲葛萊美終身成就獎，但是在個人的音樂類獎項部份則是依然掛零；不過在2017年2月12日舉辦的第59屆葛萊美獎，鲍伊就以生前最後一張專輯《Blackstar》一舉拿下包含最佳搖滾歌手、最佳專輯包裝、最佳非古典專輯策劃、最佳另類音樂專輯以及最佳搖滾歌曲，鮑伊橫掃5個獎項，音樂實力終於獲葛萊美獎肯定。
2017年2月22日舉辦的第37屆全英音樂獎，大衛·鮑伊再度以《Blackstar》專輯奪得最佳英國男歌手獎、英國最佳年度專輯獎兩項大獎殊榮，成為該屆大贏家，並由鮑伊兒子鄧肯瓊斯代表領獎。

## 婚姻
他在1969年遇見他的第一任妻子——Angela Bowie，Angie對時尚流行的敏感度很強，作風前衛大膽，狂放不羈，許多人認為Angie對鮑伊之後的風格產生非常大的影響，並將他拉至高峰，同年他自稱是雙性戀者。他們於1970年3月19日在英國肯特郡結婚，Angie並冠了鮑伊這個姓。隔年，1971年5月30日，長子邓肯·琼斯於倫敦布羅姆利的布羅姆利醫院誕生，名為Zowie，暱稱為Joe或Joey（全名為Duncan Zowie Haywood Jones，现为电影导演）。婚後八年分居，並於1980年2月8號正式離婚。
1992年鮑伊與他的第二任妻子結婚，索馬里出生的黑人超級名模伊曼，之後在2000年8月15日，女兒於紐約西奈山醫院誕生，名為Alexandria Zahra Jones（暱稱為Lexi），居於紐約曼哈頓。

## 评价

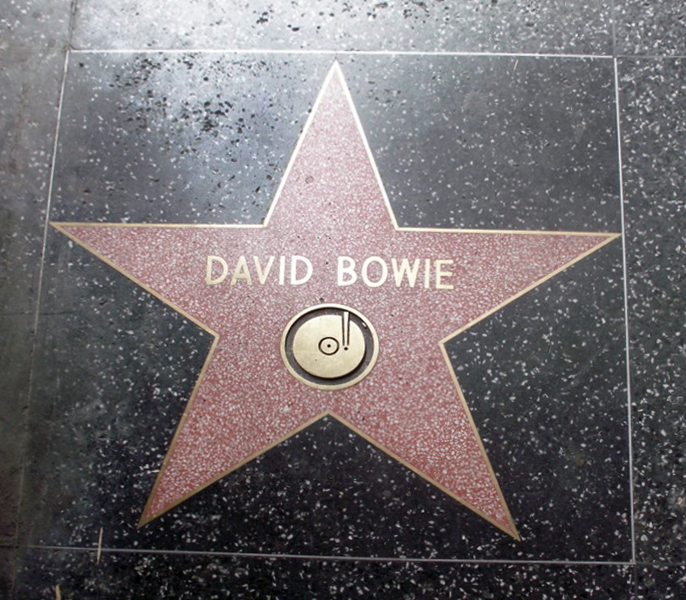
大衛·鮑伊在好萊塢星光大道的星星

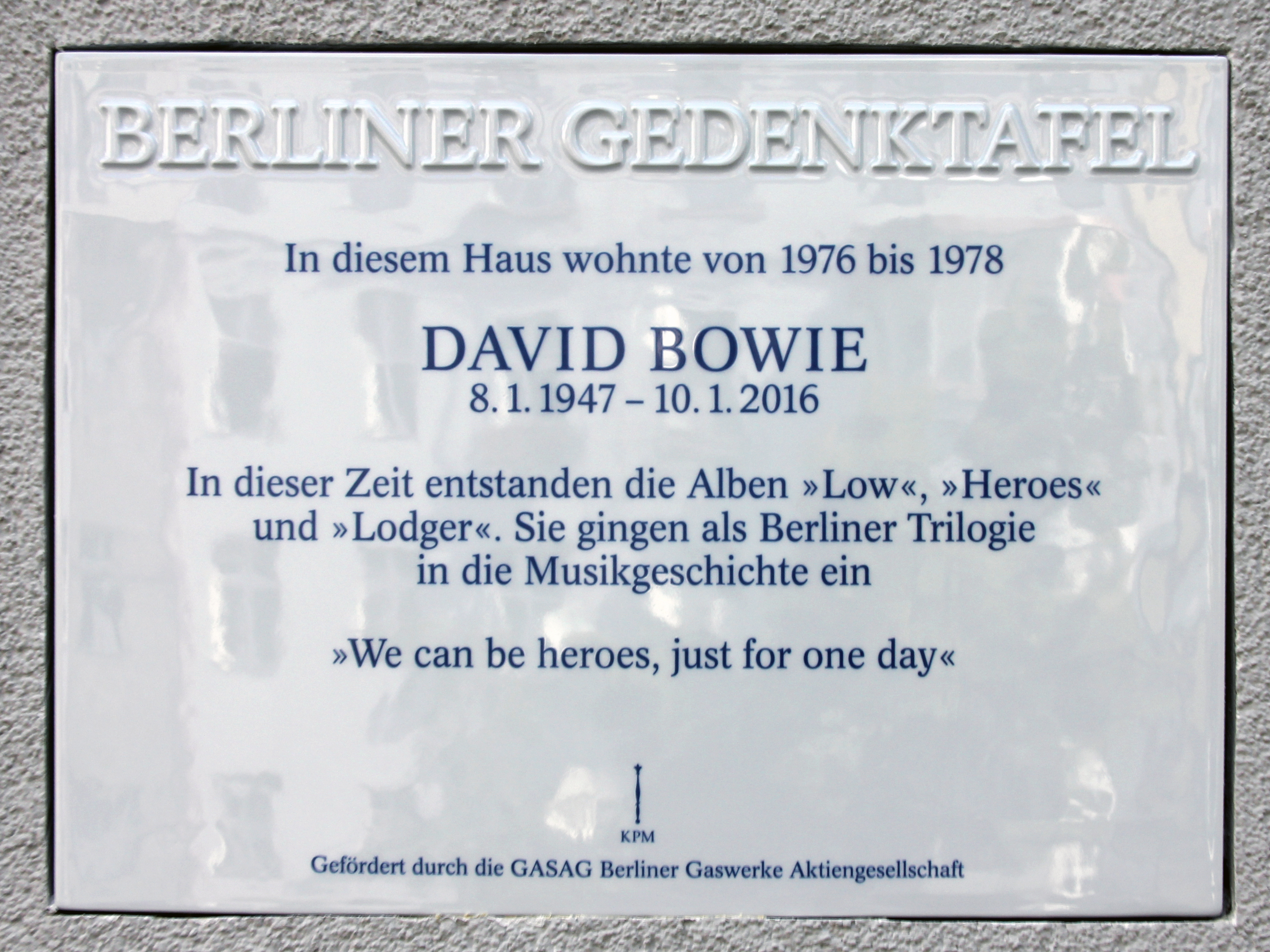
大衛·鮑伊的柏林紀念牌匾，在德國舍恩貝格主要道路155號

大卫·伯克利在提到鲍伊时说，“他对流行文化的影响是相当独特的——他的形象创造和变革比任何人都多。”在BBC于2002年举办的最伟大的100名英国人评选中，鲍伊排名第29位。在他的音乐生涯中，他总共约售出1亿4000万张专辑。在英国他获得9次白金唱片、11次金唱片和8次银唱片销量认证；在美国则有5次白金唱片和7次金唱片销量认证。2004年，《滾石雜誌》在百大艺人评选中将他排列在第39位，在最伟大的歌手评选中将他排在第23位。
1999年，鮑伊獲得法國政府藝術與文學勳章的指揮官勳章。同年，他獲得了伯克利音樂學院的榮譽博士學位。他在2000年拒絕了大英帝國勳章（CBE）的皇室榮譽；並於2003年拒絕了爵士爵位。鮑伊後來表示：“我絕不會有任何意圖接受這樣的事情。我真的不知道這是為了什麼，這不是我一生的工作。”

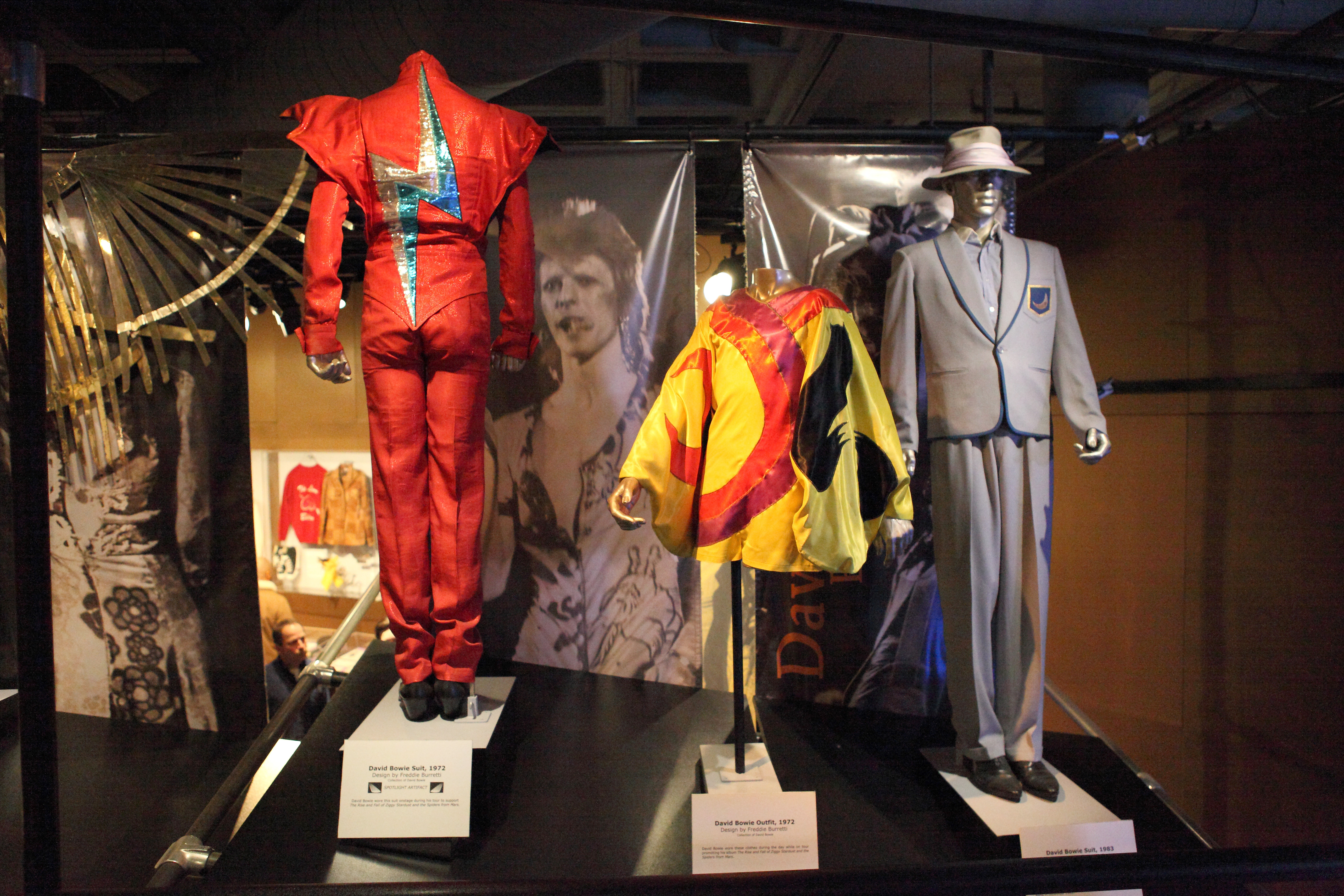
大衛·鮑伊的表演服裝，于摇滚名人堂展出

他與香港淵源深，鮑伊演唱過中文歌《剎那天地》，這首歌是黄志淙請林夕填中文歌詞创作，黄耀明教唱，并最终由大衛·鮑伊演唱。原曲是影片《西藏七年》插曲，电影是為西藏自由所創作，此曲及英文原曲收錄在鮑伊1997年《Earthling》專輯。
大衛·鮑伊過世當天，德國外交部發推特感謝他協助推倒柏林圍牆：「再見了，大衛·鮑伊，你現在也成了英雄，謝謝你幫助扳倒柏林圍牆。」在冷戰時期，他的歌曲《“英雄”》被認為是東德、西德的「地下國歌」。

## 作品

### 录音室专辑
- 1967年 - David Bowie
- 1969年 - Space Oddity
- 1970年 - The Man Who Sold the World
- 1971年 - Hunky Dory
- 1972年 - The Rise and Fall of Ziggy Stardust and the Spiders from Mars
- 1973年 - Aladdin Sane
- 1973年 - Pin Ups
- 1974年 - Diamond Dogs
- 1975年 - Young Americans
- 1976年 - Station to Station
- 1977年 - Low
- 1977年 - "Heroes"
- 1979年 - Lodger
- 1980年 - Scary Monsters (and Super Creeps)
- 1983年 - Let's Dance
- 1984年 - Tonight
- 1987年 - Never Let Me Down
- 1993年 - Black Tie White Noise
- 1993年 - The Buddha of Suburbia
- 1995年 - 1. Outside
- 1997年 - Earthling
- 1999年 -  'Hours...'
- 2002年 - Heathen
- 2003年 - Reality
- 2013年 - The Next Day
- 2016年 - Blackstar

### 電影
- 1976年：《天外來客》（The Man Who Fell to Earth）
- 1978年：《舞男》（Just a Gigolo）
- 1982年：《Baal》（Baal）
- 1983年：《俘虜》（Merry Christmas, Mr. Lawrence）
- 1983年：《千年血后》（The Hunger）
- 1985年：《皇家密殺令》（Into the Night）
- 1986年：《魔王迷宮》（Labyrinth）
- 1986年：《初生之犢》（Absolute Beginners）
- 1987年：《華爾街》（Wall Street）
- 1988年：《基督的最後誘惑》（The Last Temptation of Christ）
- 1991年：《麵條事變》（The Linguini Incident）
- 1992年：《雙峰：與火同行》（Twin Peaks: Fire Walk with Me）
- 1996年：《輕狂歲月》（Basquiat）
- 1998年：《火槍手復仇》（Gunslinger’s Revenge）
- 2001年：《名模大間諜》（Zoolander）
- 2003年：《鬼擋路》（Wrong Turn）
- 2004年：《史瑞克2》（Shrek 2）[18]
- 2006年：《頂尖對決》（The Prestige）
- 2006年：《亞瑟的奇幻王國：毫髮人的冒險》（Arthur and the Invisibles）
- 2009年：《搖滾未來》（Bandslam）